# هالوار بیورک
هالوار بیورک (سوئدی: Halvar Björk؛ ‏ ۲۲ سپتامبر ۱۹۲۸ – ۱۲ نوامبر ۲۰۰۰) یک هنرپیشه اهل سوئد بود.
از فیلم‌ها یا برنامه‌های تلویزیونی که وی در آن نقش داشته است می‌توان به سونات پاییزی، مهاجران، تابو و سرزمین جدید اشاره کرد.